# 25 км (Приморский край)
25 км — казарма (населённый пункт) в Надеждинском районе Приморского края. Входит в состав Раздольненского сельского поселения.

## География
Казарма 25 км как населённый пункт находится на берегу реки Вторая Речка (приток реки Раздольная).
В одном километре восточнее населённого пункта проходит федеральная трасса А189 Раздольное — Хасан и железнодорожная ветка Барановский — Хасан, находится станция Сенокосная Дальневосточной железной дороги.
Расстояние до Нежино (на юг) около 4 км, до посёлка Тихое (на север) около 4 км, расстояние до посёлка Раздольное около 15 км.

## Население
| 2002 | 2005 | 2008 | 2010 |
| ---- | ---- | ---- | ---- |
| 19   | ↗38  | ↘37  | ↘36  |

## Улицы
В населённом пункте имеется одна улица — Центральная.

## Экономика
Жители работают на железной дороге.